# Sukhoi Su-30MKK

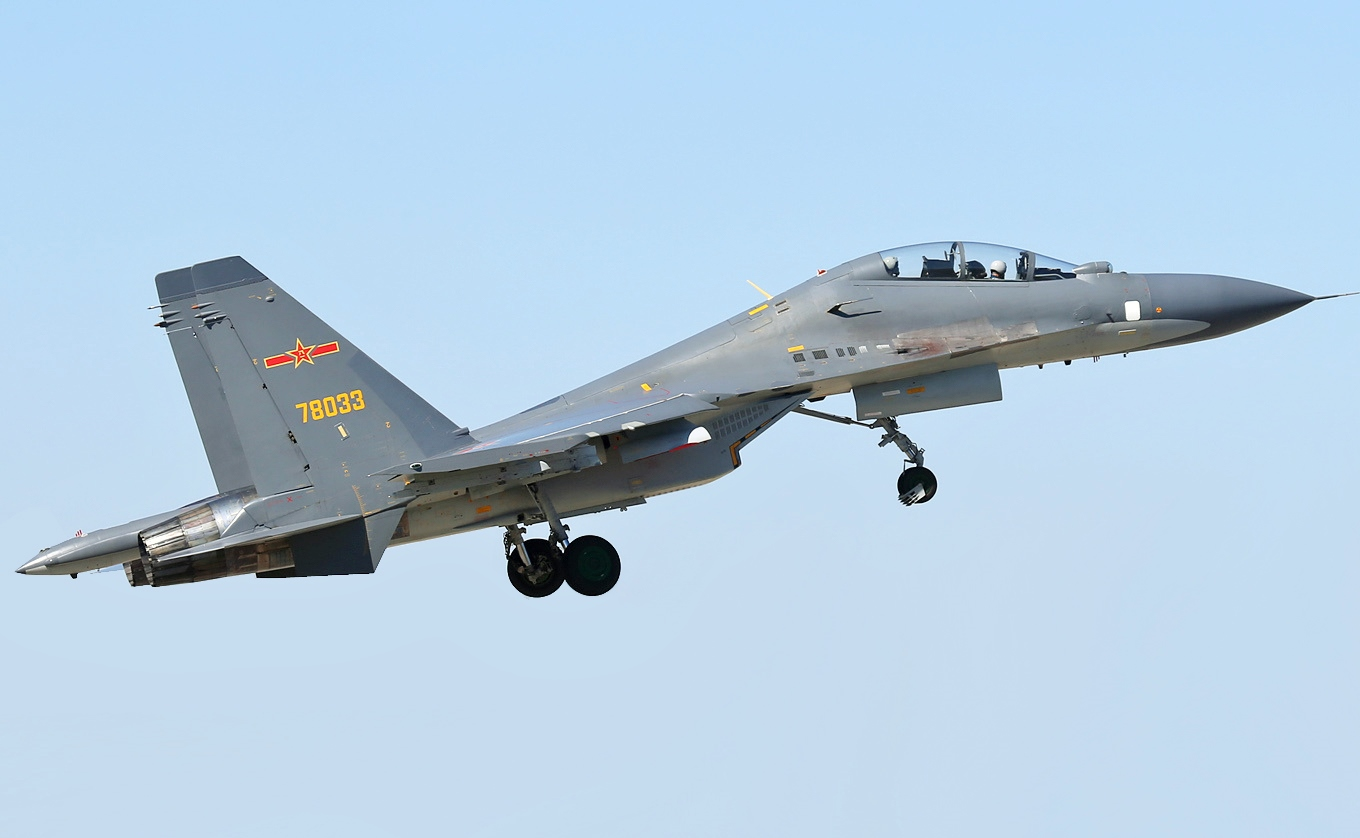
Um Sukhoi Su-30MKK da força aérea chinesa.

O Sukhoi Su-30MKK (designação da OTAN: Flanker-G)  é uma modificação do Sukhoi Su-30, incorporando tecnologia avançada da variante Sukhoi Su-35 .O Su-30MKK foi desenvolvido pela Sukhoi em 1997, como resultado de um pedido de licitação direto entre a Rússia e a China. É um caça de ataque de longo alcance classe pesada para todos os climas e, como o Sukhoi Su-30, comparável ao americano McDonnell Douglas F-15E Strike Eagle. Su-30MK2 é uma melhoria adicional para Su-30MKK com capacidades atualizadas de aviônica e ataque marítimo. O MKK e o MK2 são atualmente operados pela força aérea do exército popular de libertação, força aérea da Indonésia, força aérea do Vietnã, força aérea venezuelana
 e pela força aérea de Uganda.

## Desenvolvimento
A liderança da força aérea do exército de libertação do povo (PLAAF) ficou preocupada com a expansão da capacidade de penetração do espaço aéreo defendido e do ataque de precisão da força aérea dos Estados Unidos (USAF) durante a década de 1990. Como as táticas de orientação defensiva foram abandonadas e posturas mais agressivas foram adotadas, a exigência de um caça pesado, com um grande raio de combate e capacidade de utilizar munição guiada de precisão foi colocada sobre a liderança política da China.
Durante uma visita à Rússia no final de 1996 o Premier da China Li Peng assinou um acordo no valor de US$1,8 bilhão para a compra de 38 aeronaves de combate multifuncionais avançadas. As negociações técnicas começaram imediatamente.
Sukhoi viu um enorme potencial para atender aos requisitos da China com seu Su-30MK, incorporando a tecnologia do Su-27M, para desenvolver um novo caça que preservou as barbatanas icônicas altas e grossas de polímero de fibra de carbono reforçado como tanques de combustível para maior alcance. The type was to be designated as Su-30MKK ("Modernizirovannyi Kommercheskiy Kitayski" – Modernizado comercial para a China).
Os detalhes finais do acordo foram acertados durante a Zhuhai air show em 1998. O acordo oficial foi assinado na Rússia pelo premiê chinês Zhu Rongji em março de 1999. No mesmo mês , um protótipo "Bort 501 Blue" fez seu primeiro vôo na base aérea de Zhukovsky.
Em novembro de 2000, o "Bort 502 Blue" compareceu ao Zhuhai Air Show e um mês depois o primeiro lote de dez Su-30MKKs foi entregue. Um segundo lote de 10 foi entregue em 21 de agosto de 2001, com o terceiro lote de 18 em dezembro.
Em julho de 2001, o presidente chinês Jiang Zemin e seu colega russo, Vladimir Putin, assinaram um acordo para mais 38 aeronaves.
No ano de 2002, os dois países estavam negociando a compra do Su-30MK2 para a força aérea naval do exército de libertação popular (PLANAF). A variante tinha um sistema de controle de armas revisado para o míssil ar-solo Kh-31A. Um contrato para 24 aeronaves a serem construídas pela KnAAPO foi assinado no início de 2003. Todas foram entregues em 2004.

## Design
Su-30MKK compartilha compatibilidade com Su-35 em termos de hardware, mas em termos de software, Su-30MKK difere de Su-35 (Flanker-E) em uma escala muito maior em comparação com o Su-30MKI indiano (devido aos diferentes requisitos de missão da China). A aeronave da família Flanker tem o problema de redução do nível máximo de força g (sendo diminuído de 9g para 7g na velocidade entre Mach 0,7 e Mach 0,9) e este problema foi completamente resolvido no Su-30MKK com a adoção de novas medidas. De acordo com o Sukhoi Design Bureau, o Su-30MKK é o primeiro da família Flanker a alcançá-lo (depois de Su-35, 37 (Flanker-E/F) e Sukhoi Su-30MKI). Uma porcentagem maior de material composto é usada no Su-30MKK em comparação com o Su-30MK original. Além disso, uma nova liga de alumínio foi usada para substituir o tipo antigo usado no Su-30MK para redução de peso. Os lemes duplos feitos principalmente de material composto de fibra de carbono eram maiores no Su-30MKK em comparação com o do Su-30MK original, mas ao contrário do que uma vez foi erroneamente alegado por algumas fontes ocidentais, o Sukhoi Design Bureau revelou mais tarde que o espaço aumentado nos lemes foi usado para tanques de combustível adicionais, em vez de uma antena de comunicação UHF maior. A capacidade dos tanques de combustível nas asas também é aumentada. Um trem de pouso de nariz duplo de 620 mm x 180 mm substituiu o trem de pouso de nariz único de 680 mm x 260 mm usado no Su-30MK para acomodar o peso aumentado. O peso máximo de decolagem e a carga de arma aumentaram, respectivamente para 38 e 12 toneladas, mas esse limite extremo é freqüentemente evitado decolando com pesos menores. Havia rumores de que os pilotos chineses não eram tão experientes quanto os pilotos de teste russos ao operar nesses limites extremos (o que pelo menos parcialmente, contribuiu para falhas/acidentes). O assento de ejeção K-36 original do Su-30MK é substituído pelo assento de ejeção K-36M no Su-30MKK.

### Capacidade de combustível
Além dos tanques de combustível recém-adicionados na capacidade dos lemes, totalizando 280kg, há quatro tanques de combustível principais. O tanque nº 1 com capacidade total de 3.150kg está na frente, o tanque nº 2 com capacidade total de 4.150 kg está no meio, o tanque nº 3 com capacidade total de 1.053 kg está na parte traseira e o tanque nº 4 com capacidade total de 1.552 kg está localizado nas asas. Durante o reabastecimento aéreo, a capacidade máxima do Su-30MKK é de receber até 2.300 litros por minuto. A limitação de altitude durante o reabastecimento de 2 à 6 km e a da velocidade é de 450 à 550 km/h. A sonda de reabastecimento aéreo está localizada em frente à cabine do piloto (à esquerda) e o projeto é capaz de reabastecimento noturno.

### Motor
As principais usinas são dois motores AL-31F que proporcionam grande capacidade de manobra e empuxo. O alcance pode ser estendido com a sonda reabastecimento aéreo. Fontes nacionais (chinesas) alegaram que o motor chinês Shenyang WS-10 com maior tempo médio entre revisões também pode ser usado, mas isso ainda não foi confirmado por fontes oficiais e fontes fora da China. A média de tempo médio entre falhas do AL-31F é de pouco mais de 500 horas. Significativamente menor do que suas contrapartes ocidentais (o mesmo problema supostamente encontrado pela Força Aérea Indiana para sua frota Su-30MKI.

### Aviônica
De acordo com o Sukhoi Design Bureau, muitos dos novos aviônicos e as atualizações dos aviônicos atuais foram desenvolvidos especialmente para atender aos requisitos chineses e, posteriormente, usados em outros membros da família Flanker (incluindo as versões mais avançadas que apareceram depois) e isso aconteceu principalmente pelo fato de que o financiamento para o Su-30MKK estava prontamente disponível (se comparadoo com outros). O principal integrador de sistema para a aviônica Su-30MKK foi a RPKB Instrumentation Design Bureau, com sede em Ramenskoie, e muitas novas medidas foram adotadas para atender aos requisitos chineses (como, por exemplo, o projeto de software de arquitetura aberta). O desenvolvimento de aviônicos para o Su-30MKK também foi auxiliado por 12 fábricas ucranianas, sediadas em Kiev.

#### Comunicações
Enquanto o rádio de comunicação criptografada VHF/UHF do Su-30MKK tem um alcance máximo superior a 400 km, o HF (alta frequência) tem um alcance máximo de mais de 1.500 km e, ambos, podem ser usados para comunicações bidirecionais ar-ar ou ar-solo. Su-30MKK é o primeiro da família Flanker a ser equipado com o sistema TKS-2 C3, que é capaz de comandar e controlar simultaneamente até 15 aeronaves e os mísseis ar-ar lançados por elas. De acordo com o desenvolvedor do sistema, Russkaya Avionika JSC, o sistema de comunicação bidirecional criptografado comando, controle e comunicações pode ser comandado ou controlado por estações terrestres ou agir como centro de comando/controle de outras aeronaves. O sistema é reivindicado pelo desenvolvedor russo como um grande salto à frente em comparação com o sistema rudimentar semelhante no Su-27 (que só é capaz de comunicação unilateral). O novo sistema também é o primeiro, entre os sistemas russos, que é capaz de formar uma rede local semelhante ao sistema americano Grumman F-14 Tomcat.

#### Sistemas de guerra eletrônica
Fontes russas afirmaram que os sistemas de guerra eletrônica do Su-30MKK utilizam as tecnologias mais recentes disponíveis na Rússia e os receptores de alerta de radar (RWR) são tão eficazes que as informações fornecidas, por si só, seriam suficiente para fornecer informações de alvos para mísseis anti-radiação Kh-31P sem usar outros sistemas de detecção de bordo (embora as informações também possam ser fornecidas pelo sistema L-150 ELINT, que pode ser usado em conjunto com Kh-31P). O alcance do RWR é de várias centenas de quilômetros e com base no alcance máximo de 200 km do míssil anti-radiação Kh-31P, deduz-se que o alcance máximo do RWR deve ser pelo menos esse tanto. As informações de ameaça obtidas dos RWRs podem ser fornecidas nas telas multifuncionais (MFD) e LCD (mostrando os quatro alvos mais perigosos) para o piloto no modo manual, ou serem usadas automaticamente. Os pods de interferência ativos são montados nas pontas das asas e o lançador de iscas APP-50 é montado próximo ao cone da cauda com 96 iscas de diferentes tipos. Os sistemas de guerra eletrônica chineses, incluindo o BM/KG300G e o KZ900, também podem ser carregados após a modificação do sistema de bordo, mas tal modificação não fazia parte dos acordos original e de atualização com os russos (foi implementada de forma autóctone pelos próprios chineses durante as atualizações incrementais).

#### Controle de vôo
O controle fly-by-wire (FBW) com redundância quádrupla projetado pela Russkaya Avionika é o mesmo sistema usado no Su-30MKI. Fontes russas confirmaram as alegações de fontes chinesas de que um sistema nativo desenvolvido está perto de sua conclusão e será usado para substituir o sistema russo original. No entanto, isso ainda não foi confirmado por fontes ocidentais e fontes oficiais do governo chinês, que apenas reconheceu no 6º Zhuhai Airshow que o controle fly-by-wire (FBW) com redundância quádrupla é desenvolvido para acomodar motores chineses (sem nada mencionar sobre se o sistema doméstico e os motores seriam usados em atualizações do Su-30MKK no futuro).

#### Instrumentos de vôo
O Su-30MKK possui um cockpit de vidro da Russkaya Avionika JSC, com cada piloto tendo dois grandes monitores multifuncionais e os visores do piloto traseiro dispostos de uma forma pouco convencional: um em cima do outro. Duas telas multifuncionais (MFD) LCD MFI-9 coloridas de 178 mm × 127 mm (7,0 pol × 5,0 pol) estão localizadas no banco da frente e uma única MFI-9 com uma MFI-10 colorida de 204 mm × 152 mm (8,0 pol × 6,0 pol) estão localizadas no banco traseiro. O head-up display (HUD) também é desenvolvido pela Russkaya Avonika JSC, denominado SILS-30.

#### Visor montado no capacete
A série original de visão montada no capacete (HMS)
ASP-PVD-21 com campo de visão limitado (FoV) foi substituída por um sistema Sura-K HMS mais avançado, mas os chineses têm substituído o HMS russo por um sistema mais avançado. Fotos e videoclipes publicados por fontes governamentais chinesas oficiais, como CCTV-7 em 2007 e a revista pictórica PLA, confirmaram as alegações ocidentais de que os chineses estão substituindo as miras montadas em capacetes russas originais (HMS) por outras mais eficientes.

#### Computador de missão
O novo computador de missão, designado como MVK, foi desenvolvido conjuntamente pela academia nacional de pesquisa em ciência de sistema aeronáutico da Rússia com a Russkaya Avionika JSC e é capaz de executar dez bilhões de FLOPS. Todos os aviônicos a bordo são desenvolvidos de acordo com o padrão MIL-STD-1553. Existem quatro computadores baseados no processador da série Baguet-55: um para controle aviônico central, dois para exibição de informações e um para controle de fogo.

#### Navegação
Os sistemas de navegação integrados designados como PNS-10 incorporam o subsistema A737. O sistema é capaz de utilizar o GPS e o GLONASS, mas há rumores de que os chineses estão desenvolvendo um sistema semelhante para adicionar a capacidade de utilizar o BeiDou.

#### Radar aerotransportado
O radar aerotransportado de bordo do Su-30MKK tem sido continuamente atualizado e um total de três foram confirmados até agora, todos controlados pelo sistema de mira por radar integrado RLPK-27VE, desenvolvido a partir do sistema RLPK-27 do Su-27 de assento único. Ambos os sistemas são projetados por Viktor Grishin do instituto de pesquisa científica de projeto de instrumentos de Tikhomirov (NIIP) e são compatíveis com vários sistemas de radar e armamento.
- Radar N001VEP: Os primeiros 20 Su-30MKK têm um

radar de controle de fogo (PESA) N001VEP do designer-chefe Viktor Grishin do Instituto de pesquisa científica de projeto de instrumentos de Tikhomirov (NIIP) com alcance de até 100 km, capaz de rastrear simultaneamente 10 alvos e engajar quatro alvos aéreos ou dois alvos terrestres dos 10 rastreados. O N001VEP é desenvolvido a partir do radar N001VE anterior projetado pelo mesmo projetista, que foi usado no J-11A chinês. O processador da série Baguet original do radar N001VE é substituído por seu sucessor da série Baguet-55. Como seu antecessor, o novo radar incorporou a indicação de alvo móvel (MTI), recursos de mapeamento e a capacidade de detectar helicópteros voando baixo ou pairando. O setor de varredura é de 120 graus, enquanto a elevação é de 110 graus.
- Radar Zhuk-MS: Do 21º Su-30MKK em diante, o radar N001VEP é substituído pelo radar de controle de fogo Zhuk-MS (Beetle-MS) do competidor de Tikhomirov (NIIP), Phazotron (NIIR), que também adota uma antena de matriz plana como o radar N001VEP. O novo radar tem maior cobertura de alcance (até 150 km) e é capaz de guiar uma variedade maior de sistemas de armas. O número de alvos que podem ser engajados é idêntico ao do radar N001VEP, mas o número que pode ser rastreado simultaneamente foi dobrado para 20. O radar Zhuk (Beetle)-MS é uma melhoria do radar Zhuk (Beetle) anterior projetado para atualizações de Su-27 e MiG-29 e, em comparação com o radar Zhuk original, o Zhuk-MS tem as seguintes melhorias (além de maior alcance e número de alvos rastreados/engajados):
  - O diâmetro da antena foi aumentado para 960 mm a partir dos 680 mm originais do radar Zhuk (Beetle).
  - A potência de pico é aumentada para 6 kW a partir dos 5 kW originais do radar Zhuk (Beetle).
  - A potência média é aumentada para 1,5 kW do radar Zhuk (Beetle) original de 1 kW.
  - Ao contrário de muitas afirmações errôneas, Zhuk-MS não é um radar matriz de fases, mas uma antena de matriz plana com fenda.
- Zhuk-MSE radar: O Zhuk-MS foi substituído por seu sucessor, Zhuk-MSE nas atualizações incrementais do Su-30MKK, e o Zhuk-MS anterior está sendo atualizado para o nível Zhuk-MSE. Em comparação com o predecessor, a maioria dos parâmetros de desempenho permanecem os mesmos, mas o número de alvos terrestres que podem ser engajados simultaneamente aumentou para quatro em relação aos dois originais. Como o Zhuk-MS, este radar também foi erroneamente relatado como um radar matriz de fases quando, na verdade, utiliza uma antena de matriz plana com fenda. O designer Phazotron afirmou que o novo radar tem melhores capacidades de ECCM do que os modelos anteriores.

No 6º Zhuhai Airshow realizado em 2006, designers russos em uma coletiva de imprensa revelaram aos jornalistas chineses que estavam trabalhando com os chineses para desenvolver um radar PESA para atualizar o Su-27SK e Su-30MKKs, mas parou antes de liberar qualquer informação adicional. Esses projetistas de radar russos eram funcionários Phazotron, não Tikhomirov, o fornecedor usual de radar para a família Flanker. Alguns meios de comunicação chineses afirmam que o radar matriz de fases é o Zhuk-MSF, mas isso ainda não foi confirmado.
Também é possível que os chineses usem o mesmo radar usado em seu mais novo J-11B, o que aumentará significativamente o desempenho do Su-30MKK, porque o radar do J-11B aumentará o alcance do radar do Su-30MKK em até 350 km e permitirá isso para engajar até quatro alvos ar-ar e quatro terrestres.

#### Sistema de controle de fogo
O sistema de controle de fogo da bordo integra o radar, a optrônica, a mira montada no capacete, engrenagens de guerra eletrônica incluindo receptor de alerta de radar e link de dados. O sistema consiste em dois subsistemas: o subsistema SUV-VEP ar-ar e o subsistema SUV-P ar-solo.
- SUV-VEP: Este subsistema ar-ar é capaz de controlar seis mísseis ar-ar que é maior do que o número máximo de alvos que o radar aerotransportado a bordo do Su-30MKK pode engajar simultaneamente. Portanto deixa espaços para a melhoria do radar, que seriam posteriormente explorados quando os novos radares (PESA) fossem instalados no Su-30MK2. O subsistema SUV-VEP também é capaz de controlar missões ar-mar, e o controle de fogo dos mísseis anti-navio Kh-31A e Kh-35 são normalmente fornecidos pelo subsistema ar-ar SUV-VEP em vez do subsistema ar-solo SUV-P. O subsistema do sistema SUV-VEP inclui quatro partes principais:
  - Sistema de display integrado SEI-31-10: Usado para controlar MFDs LCD.
  - Sistema de detecção optrônica (eletro-óptica) OEPS-30: os chineses chamam esse sistema de sistema de radar optrônico e consiste em dois componentes principais:
    - Pesando 200 kg, o componente de busca e rastreamento infravermelho OLS-30 (52Sh) inclui sensores a laser e infravermelho. Em comparação com seu antecessor OLS-27 (Izdeliye 36Sh) no Su-27, o alcance de detecção infravermelho quase dobrou para > 90 km dos 50 km originais. O alcance do telêmetro a laser é aumentado para > 10 km dos 6 km originais.
    - Sistema montado no capacete (HMS) Sura-K: O campo de visão (FoV) é bastante aumentado para +/- 60 graus em comparação com +/- 8 graus do ASP-PVD-21 HMS originalmente usado no Su -27.

  - IFF e o radar aerotransportado também são controlados pelo sistema SUV-VEP.
- SUV-P: Este subsistema ar-solo utiliza hardware idêntico ao subsistema ar-ar SUV-VEP, mas com um requisito de processamento diferente. Este subsistema é usado principalmente para mísseis ar-solo, como o Kh-59, e atua como uma interface entre o sistema de bordo da aeronave e as cápsulas de mira designadas dos mísseis ar-solo que não podem ser controlados diretamente pelos aviônicos de bordo. O subsistema principal do sistema SUV-P é o subsistema SUO-30PK e o subsistema de navegação por satélite é o A-737.
  - Subsistema de controle de armamento SUO-30PK: Embora o Kh-31 seja frequentemente controlado pelo sistema ar-ar SUV-VEP, ele também pode ser controlado pelo sistema SUV-P via subsistema SUO-30PK, que também pode controlar o sistema ELINT L-150. O sistema SUO-30PK também controla outros mísseis, como, por exemplo, o Kh-59 (um míssil ar-solo que é controlado pelo sistema de mira Tekon na cápsula APK-9E). Outro subsistema SUO-30PK é desenvolvido pelo escritório de design de automação de aviação em Kursk, e pode ser usado para controlar armamentos ar-solo não guiados.

Ambos os sistemas SUV-VEP e SUV-P foram adotados para atualizar o Su-27SK de assento único no inventário chinês e uma equipe conjunta do instituto Tikhomirov de pesquisa científica de design de instrumentos (NIIP) e da planta de instrumentação do Estado em Riazã foi nomeada a empreiteira principal. O sistema SUV-VEP modificado adotado para atualizar o Su-27SK chinês foi designado como SUV-VE, enquanto o sistema SUV-P modificado adotado para atualizar o Su-27SK chinês foi designado como SUV-PE. O indicador de mostrador analógico original no painel de vôo do Su-27SK foi substituído por duas MFDs LCD, de 6 x 6 polegadas, MFI-10-6M e uma MFIP-6. De acordo com a alegação russa, mais de 60 Su-27SK chineses foram atualizados até o final de 2006.

### Su-30MK2
Com sua aviônica aprimorada, o MK2 foi projetado para uso mais dedicado como uma aeronave de ataque marítimo, portanto, essas aeronaves encomendadas pela China estão atualmente sendo operadas pela Força Aérea Naval. O MK2 também apresenta melhores habilidades C4ISTAR (comando, controle, comunicações, computadores, inteligência, vigilância, aquisição de alvos e reconhecimento) do que os MKKs. 

#### Computador de missão
O computador de missão MVK original foi substituído por seu sucessor MVK-RL (com maior capacidade).

#### Comunicações
O sistema TKS-2 C3 foi substituído pelo sistema digital TSIMSS-1 subsequente.

#### Instrumentos de vôo
As duas MFDs LCD de 178 mm x 127 mm MFI-9 coloridas no cockpit frontal, a MFI-9 e a MFI-10 de 204 mm x 152 mm, também coloridas, na cabine traseira foram substituídas por quatro MFDs LCD MFI-10-5 de 158 mm x 211 mm. A configuração dos novos visores permanece a mesma do Su-30MKK. 

#### Optrônica
Uma das atualizações aviônicas importantes do Su-30MK2 é a incorporação de várias cápsulas eletro-ópticas (optrônicas), uma capacidade que é adicionada ao Su-30MKK anterior durante as atualizações. Dois tipos de cápsulas optrônicas russas são vendidos para a China pelo Su-30MK2, mas a arquitetura aberta e outros designs avançados permitiram que a aeronave carregasse cápsulas optrônicas chinesas também. Esta capacidade do Su-30MK2 foi adicionada aos Su-30MKKs originais durante as atualizações incrementais. Os pods optrônicos russos incluíam:
- Cápsula optrônica "Sapsan-E": Cápsula de mira Sapsan (falcão peregrino)-E desenvolvida pela Ural Optical Machinery Plant pesa 250 kg, com comprimento de 3 metros e diâmetro de 0,39 m. O campo de visão varia de +10 graus a -15 graus e o sistema inclui câmera de TV e designadores de laser. Este sistema é projetado para complementar o sistema optrônico OEPS-30MK-E montado no nariz da aeronave.
- Pod de reconhecimento M400: Desenvolvido pela Canopy Design Bureau é um grande pod montado entre dois motores. Em comparação com o pod de segmentação Sapsan-E, há equipamentos diferentes no pod de reconhecimento M400: TV/câmeras termográficas, câmera ótica e radar aerotransportado de visão lateral. O radar lateral tem um alcance máximo de mais de 100 km com resolução de 2 metros, enquanto o alcance máximo para câmeras de infravermelho e de TV é superior a 70 km. The resolution of the TV/IR camera is 0.3-metre and 0.4-metre for the optical camera. O sistema também pode ser usado para detectar o ponto cego atrás da aeronave e fornecer informações de alvos para mísseis ar-ar de disparo para trás, mas esta capacidade ainda não foi utilizada pelos chineses. O sistema também é capaz de travar alvos marítimos.
- Optrônica chinesa, incluindo FILAT e Blue Sky (cápsula de navegação), também pode ser carregada após a modificação do sistema de bordo. Assim como a incorporação de pods chineses de guerra eletrônica, como o BM/KG300G e o KZ900 ao Su-30MKK, tal modificação não fazia parte do acordos original nem de atualização com os russos. Em vez disso, foi implementado localmente pelos próprios chineses durante as atualizações incrementais. De acordo com as alegações chinesas, a atualização do Su-30MKK/MK2 foi muito mais suave e fácil do que a do Su-27SK anterior, graças ao padrão ocidental MIL-STD-1553 russo adotado para a série Su-30MKK.

#### Radar aerotransportado
Em 2000, a China fez o pedido de um radar (PESA) chamado Sokol (Falcon), projetado pela Phazotron, enquanto o radar ainda estava em desenvolvimento. É relatado que a China havia financiado parcialmente ou aderido o desenvolvimento, mas isso não pode ser confirmado. Todas as vinte unidades foram entregues em 2004, após a conclusão do desenvolvimento no final de 2003, e os radares estão instalados no Su-30MK2. O alcance máximo, a potência média e de pico do radar Sokol permanecem iguais aos do radar Zhuk-MSE no Su-30MKK, mas o número máximo de alvos que ele pode rastrear simultaneamente diminuiu em 40%, dos 20 para 12 originais. No entanto, o número de alvos que ele pode acertar simultaneamente é aumentado para seis dos quatro originais (utilizando assim a capacidade máxima do subsistema SUV-VEP do sistema de controle de incêndio a bordo). O diâmetro do conjunto de antenas é aumentado para 980 mm dos 960 mm de Zhuk-MS / MSE. O setor de varredura do radar é de 170 graus e a elevação da varredura é de -40 graus a +56 graus. O radar possui três receptores e um ganho de 37 dB. Quando usado contra alvos de superfície, como um contratorpedeiro, o alcance máximo é dobrado para 300 km (o mesmo do americano AN/APG-68). Não há nenhuma confirmação para quaisquer pedidos subsequentes do radar Sokol e, ao contrário do pod optrônico de capacidade, esta capacidade de radar não é conhecida por ser adicionada aos Su-30MKKs anteriores durante as atualizações incrementais.
No início dos anos 2000, a Rússia autorizou a exportação do radar (PESA) Pero projetado por Tikhomirov, para a China. A antena Pero pode ser facilmente integrada ao sistema de radar N001VEP existente sem nenhuma modificação significativa, simplesmente substituindo a matriz plana com fenda original e, portanto, resulta em melhor desempenho. A atualização Pero permite que o radar atinja simultaneamente 6 alvos aéreos ou 4 alvos terrestres. O radar com antena Pero é denominado radar Panda. A China, entretanto, não aceitou a oferta quando a Rússia ofereceu o pacote de atualização do Pero porque o concorrente de Tikhomirov, Phazotron, ofereceu à China um novo radar matriz de fases que supostamente teve um desempenho melhor, o Zhuk-MSF. Além da facilidade de integração, a vantagem do radar (PESA) Pero equipado com Panda era seu peso. Todos os outros radares oferecidos para atualização do Su-30MK2 aumentam o peso significativamente, pois o centro de gravidade da aeronave é alterado, resultando na necessidade de modificar a fuselagem e redesenhar o sistema de controle de vôo. Tais problemas não existem se o radar Panda for adotado porque ele apenas aumenta o peso em meros 20 kg, o que será compensado pelo redesenho do SILS-30 HUD para reduzir seu peso em 20 kg, equilibrando assim o aumento de peso do radar. Esta afirmação do escritório de design de Timkhomirov é confirmada tanto pelo escritório de design Sukhoi quanto pelo escritório Russkaya Avionika, que afirmou aos repórteres no Zhuhai Airshow de 2006 na China que tal modificação já havia sido concluída com sucesso. A China, no entanto, não havia tomado uma decisão final até o final de 2007, e muitas fontes russas e chinesas alegaram que os HUDs chineses de origem ocidental têm melhor desempenho e pesam muito menos, e a China planejou, portanto, adotar seus próprios aviônicos na próxima atualização incremental (mas tais afirmações ainda precisam ser confirmadas por fontes ocidentais e fontes oficiais dos governos chinês e russo).
Em resposta, Tikhomirov posteriormente ofereceu à China seu radar (PESA) N-011M Bars, o mais poderoso radar aerotransportado russo em qualquer uma de suas aeronaves exportadas, mas a China mais uma vez rejeitou a oferta. Muitos alegaram que o motivo da rejeição foi que os chineses descobriram o mesmo problema que a Índia teve durante a avaliação do radar: Embora o radar (PESA) N-011M Bars oferecesse maior alcance e melhor resistência ao bloqueio, ele tinha problemas em identificar alvos de longa distância com precisão e correção, enquanto outros afirmam que a China simplesmente não queria o mesmo sistema usado pela Índia. No entanto, ambas as afirmações contradizem a explicação oficial do governo chinês: O novo radar pesa mais de 650 kg e fez com que o centro de gravidade da aeronave se alterasse significativamente, degradando bastante o desempenho aerodinâmico e o arranjo de carga útil da arma do Su-30MKK , que é muito menos adaptável ao novo radar pesado do que o Su-30MKI, porque os dois eram baseados em duas estruturas totalmente diferentes (um fato que é confirmado por Jane's all the world aircraft. Se o novo radar for adotado, canards devem ser adicionados e o software de controle de vôo também deve ser modificado para o Su-30MKK apenas para manter o mesmo nível de desempenho de antes e, assim, além de pagar pelos novos radares mais caros, uma grande quantia de dinheiro também deve ser gasta na atualização da aeronave.

### Su-30MK3
O MK3 possivelmente apresentaria o radar matriz de fases Phazotron Zhuk-MSF ou um novo radar "Panda" desenvolvido por Tikhomirov, que é baseado no radar matriz de fases passivo Pero(ambos estariam sob avaliação chinesa). Qualquer um dos radares melhoraria significativamente o alcance de detecção de alvos aéreos dos Su-30 para 190 km e o alcance de detecção de superfície para 300 km. É incerto se o PLAN ou PLAAF encomendaria qualquer uma dessas aeronaves, apesar de suas vantagens significativas com seus radares avançados. Portanto, se esses radares passarem nos testes chineses, eles provavelmente serão adaptados para MKK e MK2 anteriores e possivelmente para o Shenyang J-11 (devido ao status incerto do projeto MK3).
Em janeiro de 2007, a Rússia confirmou que o mais novo radar matriz de fases Irbis-E (Snow leopard-E) no estoque da Rússia, desenvolvido por Tikhomirov, foi oferecido à China. No entanto, é altamente improvável que a China adote este mais novo radar aerotransportado russo porque todos os modelos da série Su-30 podem fornecer apenas metade da potência necessária para o radar de 5 kW e, atualmente, apenas Sukhoi Su-35 e Sukhoi Su-37 têm potência suficiente para suportar este mais novo radar aerotransportado russo. A aquisição do radar phased array Irbis-E levaria a China à  outro acordo com a Rússia para atualizar sua frota de Su-30MKKs (o que aumentaria muito o custo, porque a China atualmente não pode fazer isso sozinha) ou ser forçada a pagar preços ainda mais altos para comprar o Su-35 ou Su-37.

## Operadores

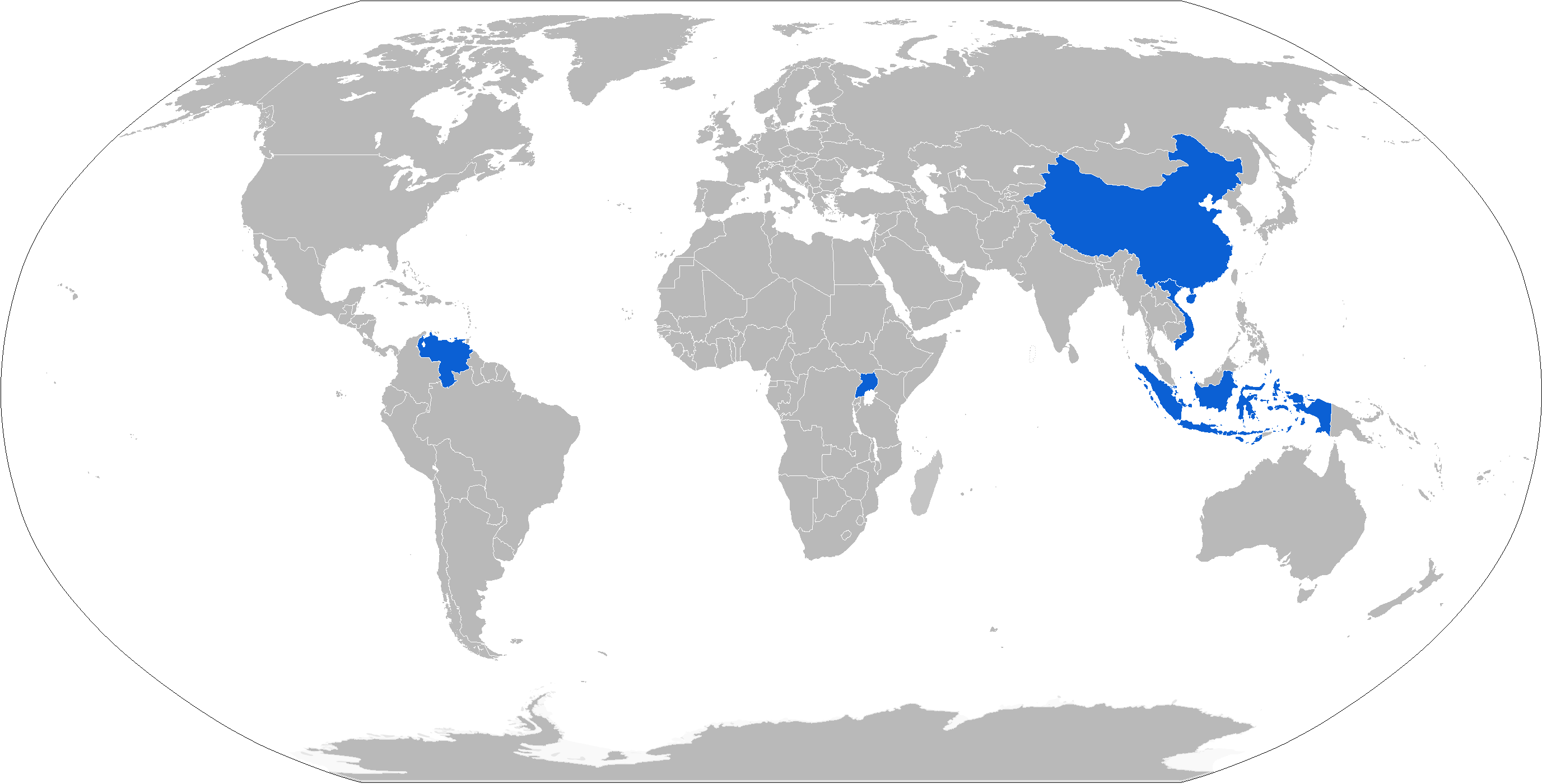
Mapa com operadores Sukhoi Su-30MKK em azul

### Operadores atuais
China
- A força aérea do exército de libertação do povo tinha 73 caças Su-30MKK em serviço em 2010.[7][8] 76 foram entregues entre 2000 e 2003. Introduzidos em serviço com a:

- - Base de teste e treinamento de vôo PLAAF na base da força aérea de Cangzhou, província de Hebei (19 exemplares).

- - 3ª divisão aérea/9º regimento de caças com base em Wuhu, província de Anhui (19 exemplares).

- - 18ª divisão aérea no aeroporto Changsha Datuopu. Em Changsha, província de Hunan (19 exemplares).

- - 29ª divisão aérea na base aérea de Quzhou (19 exemplares).[9]

Su-30MKK é o primeiro caça a jato chinês a adaptar totalmente o míssil ar-ar de homing ativo por radar, ele é capaz de lançar o míssil R-77E.
- A força aérea naval do exército de libertação popular tinha 24 Su-30MK2s em serviço em 2010.[7] Entregues em 2004, eles foram operados pela 4ª divisão / 10º regimento de caças na base aérea de Feidong, província de Zhejiang.[9]

 Indonésia
- A força aérea da Indonésia tinha 3 Su-30MK2 em serviço em 2009.[11] 6 aeronaves adicionais foram entregues em 2013.

 Uganda
- A força de defesa popular de Uganda tinha 6 Su-30MK2 em serviço em 2012. Após a assinatura do contrato em maio de 2012, as entregas foram concluídas em doze meses. O preço dos seis caças foi fixado em US$ 740 milhões.[12][13] Em agosto de 2020, a Military Watch Magazine relatou que Uganda tinha 8 aeronaves Su-30MK2 em serviço.[14]

 Venezuela
- A força aérea venezuelana tinha 24 Su-30MK2 em serviço em 2008.[11] Um dos aviões da Venezuela caiu em uma missão de interdição de drogas em 18 de setembro de 2015.[15] Em outubro de 2015, a Venezuela anunciou a compra de mais 12 Su-30MK2s da Rússia por US$ 480 milhões.[16][17]

 Vietnã
- A força aérea do vietnã tinha 36 Su-30MK2V em serviço em 2016.[11]

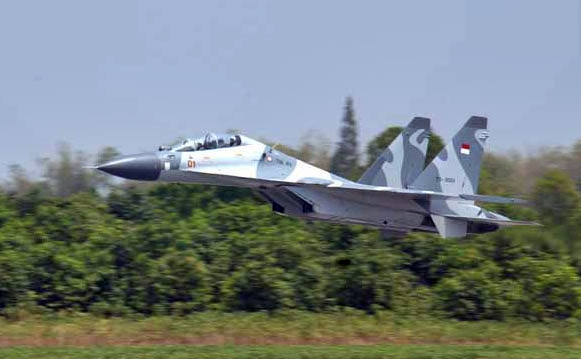
Su-30MK2 da força aérea da Indonésia.

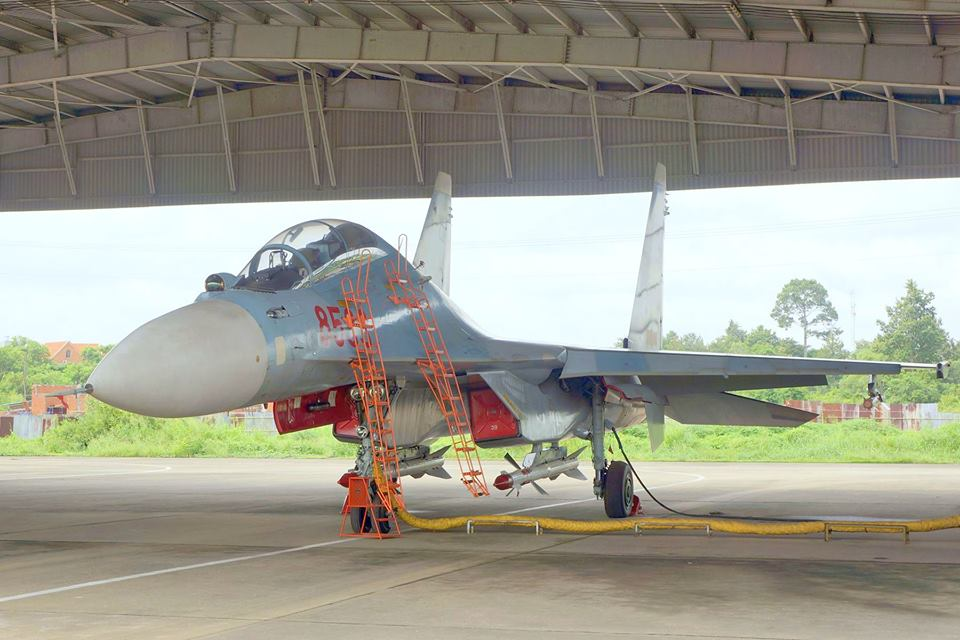
Su-30MK2 da força aérea do vietnã com mísseis ar-ar R-27 instalados.